# Уэйн, Нина
Нина Рей Уэйн (англ. Nina Rae Wayne; род. 18 сентября 1943, Чикаго) — американская актриса.

## Биография
Нина Рей Уэйн родилась 18 сентября 1943 года в Чикаго. 
В своем родном городе Уэйн с детства начала брать уроки балета, а в возрасте 6 лет увлеклась фигурным катанием. Она и её сестра выступали в «Ледяных кападах» в роли сестёр Уэйн. Эти выступления завершились после серьёзного падения сёстры Уэйн. Уэйн пыталась в одиночку продолжить выступления, но в итоге решила посвятить себя танцам.  
Она оставалась в Лас-Вегасе в течение трёх лет, после чего решилась переехать в Нью-Йорк, где ей предложили работу в «Латинском квартале».

## Карьера
Впервые Уэйн появилась на «The Tonight Show» в октябре 1964 года. Уэйн, младшая сестра актрисы Кэрол Уэйн, начала работать на телевидении в 1965 году, появившись в 12 эпизодах сериала «Лагерь беглецов» и в эпизоде сериала «Заколдованные».
Первым фильмом Уэйн был «Смертельная жара на карусели». Популярность пришла к Уэйн, когда она снялась вместе с Джеком Леммоном и Питером Фальком в романтической комедии 1967 года «Любовь». За ней последовал «Комикс» с Диком Ван Дайком и Микки Руни. Ее последнее появление на экране состоялось в 1973 году в телевизионной драме «Ночной душитель».

## Фильмография
- 1966 — Смертельный жар на карусели / Dead Heat on a Merry-Go-Round — Фрида Шмид
- 1967 — Любовь / Luv — Линда
- 1969 — Комик[англ.] / The Comic — Сибилла Атлас
- 1973 — Ночной душитель[англ.] / The Night Strangler — харизматичная красавица